# Feled vasútállomás
Feled vasútállomás Feleden, a Rimaszombati járásban van, melyet a Železničná spoločnosť Slovensko a.s. üzemeltet.

## Története
1873-ban a Fülek–Sajólénártfalva-szakasz részeként épült. Az állomás végén a régi csehszlovák erődrendszerhez tartozó bunker látható.

## Forgalom
| Járat                         | Útvonal | Gyakoriság |            |
| ----------------------------- | --- | --- | ---------- |
| (Os) személyvonat             | Rimaszombat – Rimajánosi – Rimajánosi-falu – Újfeled – Feled – Gortvakisfalud – Várgede – Balogfala – Ajnácskő – Csomatelke – Gömörsid – Fülek | Napi 6-7 pár |            |
| személyvonat                  | Os | Tiszolc – Tiszolc-város – Rimafűrész – Hacsó – Hacsó-Skálie - Nyustya megállóhely - Nyustya - Likér - Rimabrézó - Rimazsaluzsány - Kecege - Rimaráhó - Alsósziklás - Bakostörék - Cserencsény - Rimaszombat – Rimajánosi – Rimajánosi-falu – Feled-megállóhely – Feled | Napi 2 pár |
| (R) Gemeran Poľana gyorsvonat | Pozsony-Újváros – Pozsony főpályaudvar – Pozsony-Szőlőhegy – Galánta – Vágsellye – Érsekújvár – Nagysurány – Léva – Újbánya – Zsarnóca – Garamszentkereszt – Zólyom-személyi – Krivány – Losonc – Fülek – Feled – Tornalja – Pelsőc – Rozsnyó – Szepsi – Kassa – Sároskőszeg – Eperjes | napi 1 pár |            |
| gyorsvonat R 801 Poľana       | Pozsony-Újváros – Pozsony főpályaudvar – Pozsony-Szőlőhegy – Galánta – Vágsellye – Nagysurány – Léva – Újbánya – Zsarnóca – Garamszentkereszt – Zólyom-személyi – Krivány – Losonc – Fülek – Feled – Tornalja - Pelsőc - Rozsnyó - Szepsi - Kassa - Sároskőszeg - Eperjes              | napi 1 pár |            |
| gyorsvonat R 931 Ipeľ         | Zólyom-személyi – Gyetva - Krivány – Losonc – Fülek – Feled – Csíz – Tornalja - Pelsőc - Rozsnyó - Szepsi - Kassa | napi 1 pár |            |
| (R) gyorsvonat                | Zólyom-személyi – Gyetva - Krivány – Losonc – Fülek – Feled – Csíz – Tornalja - Pelsőc - Rozsnyó - Torna - Szepsi- Enyicke - Kassa | napi 1 pár |            |
| gyorsvonat R 937 Kras         | Zólyom-személyi – Gyetva - Krivány – Losonc – Fülek – Feled – Csíz – Tornalja - Pelsőc - Rozsnyó - Szepsi - Kassa | napi 1 pár |            |

## Vasútvonalak
Az állomást az alábbi vasútvonalak érintik:
- Zólyom–Kassa-vasútvonal

## Kapcsolódó állomások
A vasútállomáshoz az alábbi állomások vannak a legközelebb:
- Gortvakisfalud megállóhely
- Dobóca megállóhely